# Slo-Mo-Tion
Slo-Mo-Tion è il secondo singolo estratto dall'album Born Villain dei Marilyn Manson, pubblicato il 13 agosto 2012. Il testo è stato scritto da Marilyn Manson, mentre la musica è stata firmata da Chris Vrenna e Twiggy Ramirez. Il titolo del brano fu rivelato da Marilyn Manson in occasione di una sua apparizione al programma TV That Metal Show nel mese di dicembre 2011. La canzone fu pubblicata inizialmente il 1º maggio 2012 insieme all'album Born Villain, mentre venne lanciata come singolo il 13 agosto 2012 in tutto il mondo. Il 6 novembre 2012 venne pubblicato in Canada un EP di remix dall'etichetta Dine Alone Records.

## Storia
Nel mese di dicembre del 2011, durante un'intervista al programma TV That Metal Show, Marilyn Manson rivelò il titolo del brano affermando che sarebbe stato contenuto all'interno dell'allora suo prossimo album, Born Villain, la cui promozione era già iniziata dopo l'uscita del cortometraggio diretto da Shia LaBeouf, che aveva come sottofondo l'allora inedito brano Overneath the Path of Misery.
Nel 2012 il gruppo confermò tramite il suo profilo Facebook l'uscita di Slo-Mo-Tion come secondo singolo estratto dall'album, pubblicandone la copertina ufficiale, mentre l'etichetta Cooking Vinyl pubblicò sul sito Beatport la versione del brano remixata dai Dirtyphonics. A maggio del 2012, Slo-Mo-Tion venne aggiunta alle scalette dei concerti del Hey, Cruel World... Tour, mentre fu aperto un sito web dedicato esclusivamente alla promozione del brano e del relativo videoclip.

## Composizione
Slo-Mo-Tion è stata scritta e prodotta da Marilyn Manson e Twiggy Ramirez; venne registrata nello studio Zane-A-Due in California e nella Blue Room.
Il brano inizia con un suono di macchina fotografica e un assolo di chitarra. Entra la batteria e si crea un riff su cui Manson canta You've got your - Hell's teeth, dando inizio alla prima strofa. Il ritornello recita This is my beautiful show and everything is shot in slo-motion ("Questo è il mio bellissimo spettacolo e tutto quanto è girato in slow motion"). Seguono le parole SLO-MO-TION, rallentate con un effetto che richiama il titolo stesso del brano. Nel brano vengono fatte alcune citazioni relative al mondo del cinema, come la tecnica del rallentatore o la fotocamera con flash.

## Il video
Il 27 giugno 2012, Manson annunciò tramite la sua pagina ufficiale Facebook che erano in corso i lavori per la realizzazione di un videoclip per il brano. Lo status fu pubblicato da un dispositivo mobile e recitava "Shooting Slo-Mo-tion. --MM". Il 10 agosto, Manson aggiornò i suoi profili Facebook e Twitter con quattro nuove immagini, una delle quali aveva la didascalia "Just finished the slo-mo-tion moving picture show.", lasciando intendere che il videoclip era ormai pronto.
Il video fu pubblicato online il 21 agosto 2012, e fu diretto dallo stesso Marilyn Manson. Nel video appaiono Manson e Twiggy Ramirez, ed è inoltre presente un cameo di Steve Little, attore della serie TV statunitense Eastbound & Down. Nel video viene mostrato Manson che canta di fronte alla videocamera indossando svariate tipologie di vestiti, con il volto pitturato e circondato da diverse persone in alcune scene, tra le quali Steve Little che indossa seni protesici e donne in topless. Per far fede al titolo del brano, il videoclip è ricco di effetti slow-motion. Il brano si interrompe bruscamente poco prima della fine, sulle parole "this is my beautiful show and everything is shot...", per mostrare Manson con un fucile sul tetto di un edificio, mentre si prepara a sparare ad un ciclista che sta passando sotto di lui.
Una recensione sul sito UltimateGuitar.com descrive il video come "visualmente dinamico", affermando che "Manson è ripreso in slow-motion mentre fa diverse cose, dallo sparare con un fucile allo sputare fuori dalla sua bocca una sostanza fluorescente". La recensione termina dicendo "Nonostante il titolo del brano, il video è abbastanza lungo, durando cinque minuti e mezzo". Kory Grow della rivista Spin disse a proposito del video: "È raccapricciante tanto quanto vi potreste aspettare: putrida vernice fluorescente, Manson che sputa, seni protesici e, ovviamente, Manson che dice le parole "slow motion" davvero lentamente. Ma queste non sono le vere cose shockanti. C'è una scena nella quale lui imbraccia un fucile di fronte ad una finestra con una scritta rossa che dice "rape" (stupro, ndr). Ed il video termina con lui che indossa un lungo cappotto di pelle ed una maschera antigas sulla cima di un edificio, e punta il suo fucile ad un passante sulla sua bicicletta".

## Tracce
Testi e musiche di Chris Vrenna, Fred Sablan, Marilyn Manson, Twiggy Ramirez.
Download digitale
1. Slo-Mo-Tion (Album Version) – 4:24
2. Slo-Mo-Tion (Dirtyphonics Remix) – 5:24

Singolo promozionale
1. Slo-Mo-Tion (Radio Edit) – 3:30
2. Slo-Mo-Tion (Dirtyphonics Remix) – 5:25
3. Slo-Mo-Tion (Album Version) – 4:21
4. Slo-Mo-Tion (Instrumental Version) – 4:13

Remix EP
1. Slo-Mo-Tion (Proxy Remix) – 3:46
2. Slo-Mo-Tion (Sandwell District Remix) – 6:41
3. Slo-Mo-Tion (Dirtyphonic Remix) – 5:24
4. Slo-Mo-Tion (Proxy Dub Remix) – 3:46
5. Slo-Mo-Tion (Sandwell District Dub Remix) – 6:43
6. Slo-Mo-Tion (Album Version) – 4:24

## Apparizioni
Il brano è stato utilizzato nella versione statunitense del programma televisivo So You Think You Can Dance.

## Classifiche
| Classifica (2013)   | Posizione massima |
| ------------------- | ----------------- |
| Canadian Rock Chart | 43                |

## Crediti e personale
Marilyn Manson
- Marilyn Manson – voce, testi, chitarra, tastiera, composizione, produzione
- Twiggy Ramirez – chitarra, basso, tastiera, composizione
- Chris Vrenna – tastiera, sintetizzatore, programmazione, batteria, percussioni, composizione, produzione
- Fred Sablan – basso, chitarra, composizione

Produzione
- Tom Baker – mastering
- Sean Beavan – missaggio
- Mike Riley – ingegnere audio